# 그빨로
"그빨로"는 2016년에 개봉한 대한민국의 영화이다. 

## 캐스팅
- 서하
- 김정수
- 이지완
- 안진수